# 율면고등학교 여자 축구단
율면고등학교 여자축구단(Yulmyun High School Women's Football Club)은 대한민국의 고등학교 여자 축구단이다.

## 같이 보기
- 율면고등학교